# HD 147723
HD 147723，又名CD-2912513，SAO 184369、HR 6106，是一颗恒星，视星等为5.84，位于銀經348.72，銀緯13.65，其B1900.0坐标为赤經16h 18m 22.8s，赤緯-29° 13.65′ 14″。